# Hans Kohler (Politiker, 1947)
Hans Kohler (* 20. Juli 1947 in Schwarzach) ist ein österreichischer Politiker (ÖVP). Er war von 1994 bis 2008 Abgeordneter zum Vorarlberger Landtag und von 1990 bis 2008 Bürgermeister der Marktgemeinde Rankweil.

## Lebenslauf
Kohler ist gelernter Bankkaufmann. Seine politische Tätigkeit begann er 1966 in der Jungen ÖVP in Vorarlberg. Dort war er Mitgründer und erster Obmann der Ortsgruppe Schwarzach. Ende der 1970er- und Anfang der 1980er-Jahre war er führend in der stark föderalistischen Bürgerinitiative „Pro Vorarlberg“ tätig und trug die Bewegung mit.
1985 kandidierte Kohler erstmals bei den Gemeindevertretungswahlen in Rankweil. Im Jahr 1988 wurde er in die Gemeindevertretung der Marktgemeinde und im Jahr darauf von dieser zum Gemeinderat der Marktgemeinde Rankweil gewählt. 1990 wurde er Bürgermeister seiner Heimatgemeinde und nach der Landtagswahl in Vorarlberg 1994 erstmals Abgeordneter zum Vorarlberger Landtag. Er kandidierte auch bei den Landtagswahlen 1999 und 2004 erfolgreich um die Wiederwahl.
Im Anschluss an die Gemeindevertretungswahl vom April 1995 wurde Kohler erneut von der Gemeindevertretung in das Amt des Bürgermeisters gewählt. Nach der Einführung des neuen Wahlgesetzes wurde Kohler bei den Bürgermeister-Direktwahlen in den Jahren 2000 und 2005 jeweils im ersten Wahlgang mit absoluter Mehrheit wiedergewählt.
Im Landtag war Hans Kohler bis zu seinem Ausscheiden im Jahr 2008 Mitglied folgender Ausschüsse: Volkswirtschaftlicher Ausschuss, Kontrollausschuss und Volksanwaltsausschuss (dort als Stellvertreter), Finanzausschuss (1999), Landwirtschaftlicher Ausschuss (1999), Rechtsausschuss (1999) und EU-Ausschuss (1999), dessen Vorsitz er dann 2004 übernahm.

## Sonstiges
Hans Kohlers Urgroßvater Johann Kohler (1839–1916) gehörte in den 1860er-Jahren zu den Gründern der damaligen Konservativen Bewegung in Vorarlberg und war selbst Landtagsabgeordneter, Mitglied des Landesausschusses und Reichsratsabgeordneter. Auch sein Ururgroßvater Gebhard Schwärzler war in Schwarzach als Vorsteher und Landtagsabgeordneter politisch tätig.